# Oerknal
De oerknal of big bang is de populaire benaming van de kosmologische theorie die op basis van de algemene relativiteitstheorie aannemelijk maakt dat 13,8 miljard jaar geleden het heelal ontstond uit een enorm heet punt (ca. 1028 K), met een bijna oneindig grote dichtheid, ofwel een singulariteit. Tegelijkertijd met de oerknal zouden ruimte en tijd zijn ontstaan. Het is wiskundig te formuleren hoe een driedimensionale ruimte ontstaat uit een punt, maar niet visueel voorstelbaar. Het beeld van een analoge tweedimensionale ruimte helpt echter: het oppervlak van een bol die opzwelt vanuit een punt. Dat oppervlak is gekromd, het heeft geen randen en het is eindig; eigenschappen die een driedimensionale ruimte ook kan hebben. Aan het beeld van een ballon die opgeblazen wordt, is de term inflatie ontleend.
De theorie is onder meer gebaseerd op de waarneming van het voortdurend uitdijende heelal, in het bijzonder de roodverschuiving van de spectraallijnen en van licht van verre sterrenstelsels, het dopplereffect, en de waargenomen hoeveelheid helium die gevormd is voordat er sterren waren. De algemene relativiteitstheorie is op dit punt echter nog niet volledig, aangezien het idee van een oneindig grote dichtheid strijdig is met de fundamentele wetten van de natuurkunde.
Grondlegger van de oerknaltheorie is de Leuvense hoogleraar en priester dr. Georges Lemaître. De term 'big bang' werd voor het eerst door Fred Hoyle in 1950 gebruikt als een denigrerende aanduiding om zijn afkeer van de theorie tot uitdrukking te brengen. Hoyle was zelf voorstander van het concurrerende maar thans verlaten steady-statemodel.
De Nederlandse vertaling 'oerknal' is afkomstig van popularisator Kees de Jager.

## Tijdlijn

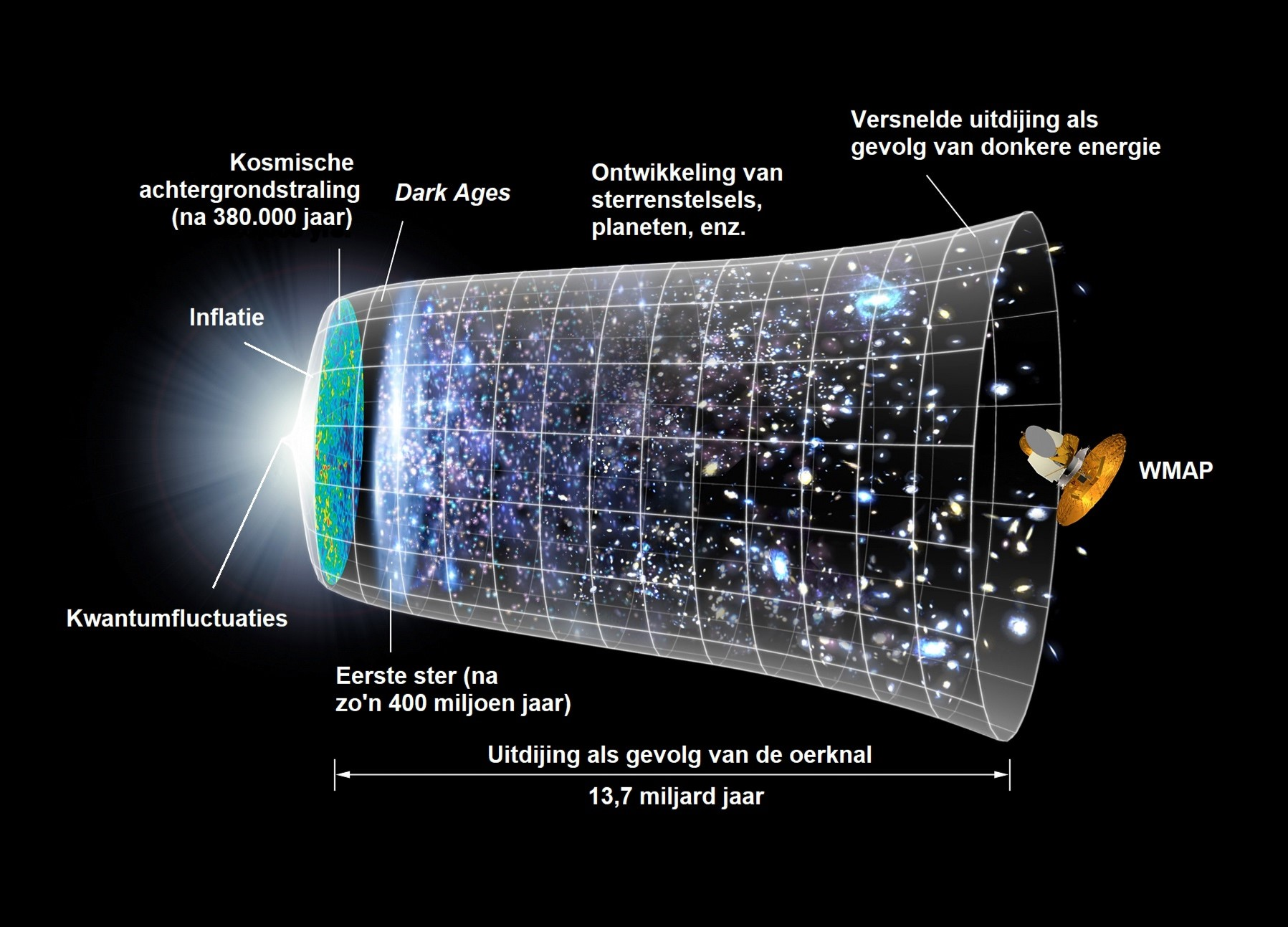
Ontwikkelingsstadia van het universum. Tijd staat op de horizontale as.

Extrapolatie van de uitbreiding van het universum terug in de tijd met behulp van de algemene relativiteitstheorie leidt tot een oneindige dichtheid en temperatuur op een eindig punt in het verleden. Deze singulariteit is strijdig met de algemene relativiteitstheorie. Er wordt veel gediscussieerd over tot hoe dicht we bij de singulariteit kunnen extrapoleren, maar zeker niet dichterbij dan het einde van het planck-tijdperk, ongeveer 10−43 seconde na het ontstaan van het universum (plancktijd). Deze singulariteit wordt soms de "big bang" genoemd, maar de term kan ook verwijzen naar de vroege hete, dichte fase zelf, die kan worden gezien als de "geboorte" van het universum. Gebaseerd op metingen van de uitbreiding van Type Ia-supernova's, metingen van temperatuurfluctuaties in de kosmische achtergrondstraling en metingen van de correlatiefunctie van sterrenstelsels, heeft het universum een berekende leeftijd van 13,772 ± 0,059 miljard jaar. De overeenkomst van deze drie onafhankelijke metingen moedigt sterk het standaardmodel van de oerknal (Lambda-CDM-model, Lambda-Cold Dark Matter-model) aan dat in detail de inhoud van het universum beschrijft. In 2013 corrigeerden nieuwe data van de ruimtetelescoop Planck deze leeftijd tot 13,798 ± 0,037 miljard jaar.
De eerste fasen van de oerknal zijn onderwerp van vele speculaties. In de meest voorkomende modellen was het universum gevuld met een enorm hoge energiedichtheid en enorme temperaturen en druk. Het was isotroop gevuld met homogene reacties. Het breidde zich erg snel uit en koelde snel af. Ongeveer 10−37 seconde in de uitbreiding, veroorzaakte een faseovergang een kosmische inflatie, waarbij het universum exponentieel groeide. Nadat de inflatie ophield, bestond het universum uit zowel quark-gluonplasma als andere elementaire deeltjes. De temperaturen waren zo hoog dat de willekeurige bewegingen van deeltjes een relativistische snelheid bereikten, en deeltje-antideeltjeparen van allerlei soorten deeltjes continu werden gemaakt en vernietigd in botsingen. Op een bepaald moment kwam er een onbekende reactie genaamd baryogenese, die een asymmetrie veroorzaakte in het baryongetal, wat leidde tot een kleine overmaat van quarks en leptonen tegenover antiquarks en antileptonen - geordend als 1 overmatig deeltje per 30 miljoen. Dit leidde tot de dominantie van materie over antimaterie in het huidige universum.
Vervolgens veroorzaakten de afnemende temperatuur en afnemende dichtheid een verbreking van symmetrie, waardoor via faseovergangen de fundamentele natuurkrachten en de parameters van elementaire deeltjes hun huidige vorm aannamen. Na 10−11 seconde zijn de gebeurtenissen minder speculatief, omdat de omstandigheden kunnen worden nagebootst in experimenten met deeltjesversnellers. Na ongeveer 10−6 seconde combineerden quarks en gluonen zich om baryonen te vormen zoals protonen en neutronen. Een kleine overmaat van quarks tegenover antiquarks leidde tot een kleine overmaat van baryonen tegenover antibaryonen. Toen de temperatuur niet langer hoog genoeg was voor het aanmaken van nieuwe proton-antiprotonparen (hetzelfde geldt voor neutronen-antineutronen), volgde er meteen een massa-annihilatie, die slechts 1 op de 1010 van de originele protonen en neutronen overliet, en geen van hun antideeltjes. Een soortgelijk proces vond na ongeveer 1 seconde plaats voor elektronen en positronen. Na deze annihilaties, bewogen de overgebleven protonen, neutronen en elektronen niet meer met een relativistische snelheid en de energiedichtheid van het universum werd gedomineerd door fotonen (met een kleine groep van neutrinos).
Een paar minuten in de uitbreiding, toen de temperatuur ongeveer een miljard kelvin was en de dichtheid ongeveer zo groot was als de aardse atmosfeer op zeeniveau, versmolten neutronen met protonen om deuterium- en helium-atoomkernen te vormen in een proces genaamd oerknal-nucleosynthese. De meeste protonen bleven ongepaard als waterstof-atoomkernen. Naarmate het universum afkoelde, begon de energiedichtheid van de rustmassa van de materie de straling gravitationeel te domineren. Na ongeveer 379.000 jaar bonden de elektronen zich aan de atoomkernen en vormden de eerste atomen (meest waterstof). Als gevolg hiervan werd de ruimte doorzichtig en ontkoppelde de straling zich van materie en ging grotendeels ongehinderd verder door de ruimte. Deze straling staat bekend als de kosmische achtergrondstraling.

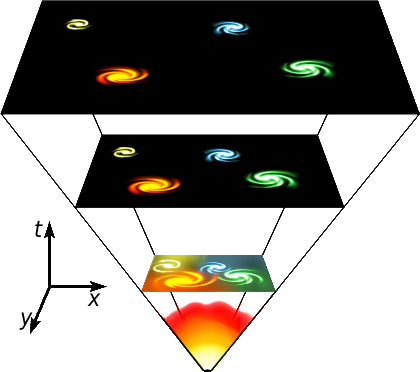
De expansie van het universum

Over een lange periode kwam in de zeer egaal verspreide materie, een gravitationeel sneeuwbaleffect op gang door zeer kleine dichtheidsvariaties, en langzaam leidde dit tot de structuren van gaswolken, die verder uitkristalliseerden tot sterren, sterrenstelsels en andere astronomische structuren die we vandaag de dag kunnen observeren.
De details van dit proces hebben een relatie met de nog niet begrepen donkere materie. Naast de zichtbare baryonische materie zijn er drie kandidaten voor donkere materie: koude donkere materie, warme donkere materie en hete donkere materie. De beste metingen beschikbaar (van WMAP) laten zien dat de data goed passen in de theorie van een Lambda-CDM-model waarin er wordt verondersteld dat donkere materie koud is (warme donkere materie wordt uitgesloten door vroege reionisatie), en er wordt geschat dat de materie/energie in het universum voor zo'n 23% hieruit bestaat, terwijl dit bij baryonische materie maar 4,6% is. In een "uitgebreid model" dat hete donkere materie bevat in de vorm van neutrino's, wordt de "natuurkundige baryondichtheid" Ωbh2 geschat op ongeveer 0,023 (dit is anders dan de 'baryondichtheid' Ωb uitgedrukt als een fractie van de totale materie-/energiedichtheid, zoals boven beschreven 0,046), en de toebehorende koude donkere materie dichtheid Ωch2 is ongeveer 0,11, de toebehorende neutrinodichtheid Ωvh2 wordt geschat op minder dan 0,0062.
Onafhankelijke lijnen van bewijzen van Type Ia-supernova's en de kosmische achtergrondstraling impliceren dat het universum van vandaag wordt gedomineerd door een mysterieuze vorm van energie, die bekendstaat als donkere energie, die waarschijnlijk heel de ruimte doordringt. Observaties suggereren dat 74% van de totale energiedichtheid van het hedendaagse universum in deze vorm voorkomt. Toen het universum erg jong was, was het mogelijk doordrenkt met donkere energie, maar met minder ruimte en alles dichter op elkaar, had de zwaartekracht de overhand, en brak het langzaam de uitbreiding af. Maar uiteindelijk, na tal van miljarden jaren van uitbreiding, veroorzaakte de groeiende overvloed van donkere energie de uitbreiding van het universum om langzaamaan te versnellen. Donkere energie in zijn simpelste formulering neemt de vorm aan van de kosmologische constante term in Einsteins vergelijkingen van algemene relativiteit, maar zijn samenstelling en mechanisme zijn onbekend en, meer algemeen, de details van zijn toestandsvergelijking (kosmologie) en relatie met het standaardmodel van de deeltjesfysica blijven continu onderzocht worden, zowel door observaties als theoretisch.
De hele kosmische evolutie na het inflatietijdperk kan strikt genomen worden beschreven door het Lambda-CDM-model, dat de onafhankelijke kaders van kwantummechanica en Einsteins algemene relativiteit gebruikt. Zoals boven wordt beschreven, bestaat er geen goed onderbouwd model dat de gebeurtenissen beschrijft tot ongeveer 10−15 seconde. Klaarblijkelijk is er een nieuwe verenigde theorie van kwantumzwaartekracht nodig om deze barrière te doorbreken. Het begrijpen van deze vroege fasen in de geschiedenis van het universum is momenteel een van de grootste onopgeloste problemen in de natuurkunde.

## Voorgeschiedenis

### Het dynamische vs. het statische heelal
Voordat de theorie van de big bang werd geformuleerd, ging men uit van een statisch heelal: een heelal dat er altijd al was en altijd zal zijn. Uit de zwaartekrachtwet van Newton volgt echter dat zo'n heelal zou instorten. Newton onderkende dat probleem, maar poogde dat in een briefwisseling met Richard Bentley te redden door te stellen dat, als de materie gelijkmatig in een oneindige ruimte verdeeld was, er geen middelpunt zou zijn waar de materie naartoe zou vallen.
Zelfs als de rol van de zwaartekracht op deze of andere manieren kan worden geweerd, is er nog een ander fundamenteel probleem met het statische heelal. Als het heelal namelijk oneindig groot is, en statistisch uniform bezaaid met sterren (of sterrenstelsels, of groepen van sterrenstelsels) waarvan de dichtheid niet systematisch evolueert, dan moet de achtergrond van de sterrenhemel dezelfde helderheid bezitten als het oppervlak van de zon. We zien echter dat de hemelachtergrond donker is, of in elk geval beduidend minder helder dan het oppervlak van de zon: dit is de paradox van Olbers. Hieruit volgt logisch dat het heelal niet tegelijkertijd oneindig groot en zowel ruimtelijk als tijdelijk uniform kan zijn. Een argument van Kelvin om de paradox te ontkrachten aan de hand van interstellaire absorptie door kosmisch stof loopt vast op overwegingen in verband met stralingsevenwicht.
Einstein ging ook uit van een statisch heelal, maar uit zijn algemene relativiteitstheorie bleek onomstotelijk dat het heelal moest uitdijen of ineenstorten. Hij postuleerde toen de kosmologische constante om die ineenstorting tegen te gaan. De Nederlandse astronoom Willem de Sitter kwam met een ander model van het heelal en voorspelde in 1918 aan de hand daarvan een roodverschuiving die evenredig was met de afstand. Het theoretisch model van De Sitter bevatte geen materie, maar dijde wel uit. Het idee van De Sitter is tegenwoordig weer actueel in de inflatietheorie van de oerknal. Onafhankelijk van De Sitter vond Alexander Friedmann oplossingen voor de vergelijkingen van de algemene relativiteit, die een uitdijend heelal beschreven. Voortbordurend op het heelal van De Sitter, publiceerde ook de Belgische rooms-katholiek priester Georges Lemaître oplossingen voor een dynamisch heelal. Men vermoedde dat er vóór de oerknal helemaal niets was, zelfs geen tijd, zodat men niet eens van 'vóór de oerknal' kan spreken.
De eerste die ontdekte dat het licht van sommige sterrenstelsels een roodverschuiving vertoonde, waaruit bleek dat ze van ons af bewogen (het dopplereffect), was William Huggins. Edwin Hubble was echter degene die samen met Milton Humason een rechtlijnig verband tussen de roodverschuiving van verre sterrenstelsels en hun afstand berekende. Dit verband staat thans bekend als de wet van Hubble (met de naar hem vernoemde hubbleconstante).

### De oerknal/big bang
Aan het begin van de 20e eeuw begon men met het meten van de spectra van sterrenstelsels. Hierbij merkte men:
- slechts enkele dichtbijgelegen stelsels, zoals de Andromedanevel, hebben een blauwverschuiving en bewegen dus naar ons toe.
- alle andere sterrenstelsels hebben een roodverschuiving.
- de roodverschuiving neemt toe naarmate het stelsel verder weg staat. Deze vaststelling werd door Edwin Hubble beschreven in een artikel dat in 1929 werd gepubliceerd. Met de wet van Hubble-Lemaître kunnen de snelheden berekend worden waarmee sterrenstelsels zich van een aardse waarnemer verwijderen ten gevolge van de uitdijing van het heelal.

Dit was aanleiding voor de hypothese dat er een oerknal is geweest. In het verre verleden hebben de sterrenstelsels dus niet alleen dichter bij elkaar gelegen, maar bovendien is de uitdijing begonnen met een oerknal. Aan het begin van de oerknal was het hele heelal geconcentreerd in een enkel punt met oneindige dichtheid. Dit punt noemt men een singulariteit. De eerste theorie van het heelal dat met een geweldige explosie uit een oeratoom moet zijn ontstaan, werd in 1931 geformuleerd door Lemaître. Lemaître beschreef het ontstaan van het heelal als "een soort kosmisch ei". Hij kwam ook tot een bijna juiste schatting van het moment waarop het heelal zou zijn ontstaan: ongeveer 15 miljard jaar geleden.
Onderzoek met de Wilkinson Microwave Anisotropy Probe heeft de leeftijd van het heelal met een onnauwkeurigheid van 1 procent op 13,7 miljard jaar weten te bepalen.

## Hete oerknal
In 1948 werd de hete oerknaltheorie door George Gamow samen met Ralph Alpher geformuleerd. De theorie beschrijft hoe het heelal is ontstaan uit een immens heet en extreem klein puntvormig begin (singulariteit).
De theorie beschrijft verder nauwkeurig welke chemische elementen na 1 seconde, toen het heelal nog een temperatuur had van 10 miljard kelvin, werden gevormd en in welke verhoudingen. De elementen die tijdens de oerknal werden gevormd zijn waterstof, helium en lithium, nauwkeuriger gezegd de isotopen waterstof, deuterium, tritium, helium-3, helium-4 en lithium-7. De theorie voorspelde dat de gewichtsverhouding helium en waterstof 1:3 zou zijn, heel dicht bij de huidige waargenomen samenstelling.
Gamov had een vriend, de natuurkundige Hans Bethe, gevraagd om zijn naam ook aan het artikel te verbinden (hoewel hij hieraan niet had meegewerkt) omdat de namen Alpher, Bethe en Gamov ongeveer hetzelfde klinken als alfa, bèta en gamma, de eerste drie letters van het Griekse alfabet. Sindsdien staat dit artikel dan ook bekend als het Alpher-Bethe-Gamov-artikel of alfa-bèta-gamma-artikel.
Gamov en zijn medewerkers Alpher en Robert Herman voorspelden verder dat de straling van de oerknal nu nog aanwezig zou moeten zijn en een temperatuur zou moeten hebben van ongeveer 3 K. Deze kosmische achtergrondstraling werd door Arno Allan Penzias en Robert Woodrow Wilson in 1964 per ongeluk ontdekt. Penzias en Wilson trachtten in 1964 een nieuwe ontvanger werkklaar te maken, maar werden daarbij gehinderd door een irritante ruis: de kosmische achtergrondstraling. Penzias en Wilson dachten echter dat het aan de vogelpoep in de ontvanger lag en hadden nog volstrekt niet door dat zij de straling hadden gevonden die enkele kilometers verderop aan de Princeton universiteit door Robert Dicke en zijn team met alle mogelijke middelen werd gezocht. In 1964 publiceerde Nature dan ook twee artikelen: een van Penzias en Wilson die de ontdekking beschrijven en een ander artikel van Dicke die de wetenschappelijke relevantie van de ontdekking uiteenzet. Penzias en Wilson ontvingen in 1978 de Nobelprijs voor Natuurkunde voor hun werk aan de achtergrondstraling.
Tegenwoordig wordt algemeen aangenomen dat in het allereerste begin het heelal een korte periode van extreme expansie doormaakte. Deze periode wordt ook wel De Sitterinflatie genoemd. De theorie die dit beschrijft heet de inflatietheorie en werd in 1979 ontwikkeld door Alan Guth en Andrei Linde.

## Argumenten
Er zijn vier belangrijke argumenten voor het ontstaan van het heelal uit een oerknal:
- Spectroscopische waarnemingen van sterrenstelsels duiden erop dat het heelal uitdijt. Dit kan alleen verklaard worden als sterrenstelsels oorspronkelijk in één punt zijn ontstaan. De belangrijkste aanwijzing hiervoor is dat hoe verder sterrenstelsels van ons af staan, hoe sneller ze zich van ons verwijderen. De roodverschuiving is de enige indicatie hiervan.
- De kosmische achtergrondstraling die in 1965 door Arno Penzias en Robert Wilson is waargenomen, lijkt van alle kanten te komen. De oerknaltheorie biedt een verklaring voor deze straling.
- Door de oerknaltheorie te combineren met de deeltjesfysica ontstaat de theorie van de oerknal-nucleosynthese: een beschrijving van het mechanisme waarmee eerst protonen en neutronen werden gevormd, en daaruit op hun beurt atoomkernen van de diverse isotopen van waterstof, helium en andere lichte scheikundige elementen. Uit die theorie volgt een voorspelling van de onderlinge verhouding tussen de lichte elementen in de alleroudste sterren (voorafgaand aan de vorming van helium door kernfusie); de voorspelde hoeveelheden komen goed overeen met de waarnemingen.[4]
- Als de materie in het heelal homogeen verspreid zou zijn, dan zou uit de algemene relativiteitstheorie van Einstein een oerknal kunnen worden afgeleid.

Over 100 miljard jaar zullen de huidige pijlers waarop de theorie van de oerknal rust naar verwachting bijna volledig zijn uitgewist. De kosmische achtergrondstraling is dan zodanig afgezwakt dat zij in het geheel niet meer waarneembaar is. Ook de uitdijing van het heelal zal dan niet langer waarneembaar zijn, doordat alle sterrenstelsels achter de waarnemingshorizon zijn verdwenen en de intergalactische ruimte dus nagenoeg leeg is. De materie in het heelal lijkt hierdoor ook niet meer homogeen verspreid, waardoor een oerknal niet meer kan worden gededuceerd uit een herontdekte relativiteitstheorie. Tevens is de verhouding tussen de verschillende elementen zodanig veranderd dat zij niet veel meer weg heeft van die tijdens de oerknal en in de huidige situatie.

## Fundamentele problemen
Hoewel de theorie van de oerknal sinds de ontdekking van de kosmische achtergrondstraling door veel kosmologen aanvaard werd als de theorie die de beste verklaringen geeft over het ontstaan en de evolutie van het heelal, waren er toch een paar belangrijke vraagstukken waar de theorie geen antwoord op kon geven. Die problemen waren:
- het horizonprobleem,
- het vlakheidsprobleem,
- het monopoolprobleem.

De inflatietheorie van Alan Guth en Andrei Linde kon hier in de jaren tachtig een antwoord op geven. Dit is dan ook een aanvulling op de theorie van de oerknal, en niet een volkomen onafhankelijk alternatief. Verder is het idee van een oneindig grote dichtheid in strijd met de kwantummechanica.

## Toekomst
De oerknaltheorie is een theorie over het ontstaan van het heelal. Voor de toekomst van het heelal zijn er een aantal mogelijkheden:
- Het heelal zal eeuwig uitdijen en deze uitdijing zal zich in een versneld tempo voortzetten (big rip).
- De uitdijing van het heelal zal afgeremd worden door de zwaartekracht, en daardoor na verloop van tijd instorten, exact zoals bij de oerknal maar dan achteruit (big crunch).
- Het heelal zal eeuwig uitdijen en de warmte-energie in het heelal zal steeds verder verspreid raken, waardoor het steeds kouder en kouder wordt (big chill).
- Het heelal zal uitdijen, maar er zijn meerdere ruimten die dat ook doen en zo elkaar op den duur kruisen. Dit hangt nauw samen met het idee van een multiversum. Er ontstaan nieuwe centra, waar materie zich opnieuw samenvoegt, en waar zodoende ook nieuwe oerknallen kunnen ontstaan. Zo ontstaat er een soort "superheelal".

Recente waarnemingen en afstandsmetingen pleiten voor de versnelde uitdijing van het heelal, waartoe een nog slecht begrepen verschijnsel moet worden ingevoerd dat bekendstaat als donkere energie.